# Patrick Volkerding
Patrick Volkerding (* 1966) je zakladatel a správce linuxové distribuce Slackware. Uživatelé Slackwaru, takzvaní Slackers (tedy počeštěně „Slekři“) mu často přezdívají The Man („Ten muž“) jakožto výraz respektu. Pro projekt Slackwaru je to, čemu se v open source komunitě říká doživotní dobrotivý diktátor (Benevolent Dictator for Life).
Po krátkou dobu mu s prací na Slackwaru pomáhal Chris Lumens a další, ale posledních několik let pracuje zase sám, přičemž vydává zhruba novou verzi distribuce přibližně jednou ročně.
Volkerding získal titul bakaláře v oboru počítačová věda v roce 1993 na Minnesotské státní univerzitě v Moorheadu (Minnesota State University – Moorhead).
Během roku 2004 byl Volkerding dlouhodobě vážně nemocen.  18. prosince do zápisu verzí Slackwaru  uvedl, že se zotavuje a pomalu vrací k práci poté, co byl léčen na klinice Mayo, ale 22. ledna poznamenal, že ještě není zcela vyléčen a stále zkouší nalézt správnou diagnózu a léčbu.